# Çan
Çan är en stad och ett distrikt i Çanakkale, Turkiet. Distriktet har enligt 2010 års folkräkningen en befolkning på 50 669 invånare, medan 28 808 personer bor i staden. Distriktet har en yta av 907 km2 Staden ligger 129 meter över havet.